# Hemicharilaus
Hemicharilaus is een geslacht van rechtvleugeligen uit de familie Charilaidae. De wetenschappelijke naam van dit geslacht is voor het eerst geldig gepubliceerd in 1953 door Dirsh.

## Soorten
Het geslacht Hemicharilaus omvat de volgende soorten:
- Hemicharilaus brunneri Saussure, 1899
- Hemicharilaus monomorphus Uvarov, 1929